# Verušičky
Verušičky (deutsch Klein Werscheditz, auch Kleinwerscheditz) ist eine Gemeinde in Tschechien. Sie liegt neun Kilometer östlich von Bochov und gehört zum Okres Karlovy Vary.

## Geographie
Verušičky befindet sich südlich des Duppauer Gebirges im Tepler Hochland am Flüsschen Velká Trasovka. Im Norden grenzt die Gemeinde an den Truppenübungsplatz Hradiště. Nordwestlich erhebt sich der Verušičký vrch (Werscheditzer Berg, 668 m). Im Süden verläuft die Staatsstraße 6/E 48.
Nachbarorte sind Albeřice und Týniště im Norden, Velký Hlavákov im Nordosten, Vrbice und Skřipová im Osten, Mokrá und Štoutov im Südosten, Čichalov im Süden, Veselov und Knínice im Südwesten, Budov im Westen sowie Záhoří und Luka im Nordwesten.

## Geschichte
Die erste urkundliche Erwähnung des Dorfes erfolgte im Jahre 1572. Am 24. Juni 1758 erwarb Franz Xaver Putz von Breitenbach das Gut Verušičky von der verwitweten Maria Elisabeth Kfellner von Sachsengrün geb. Gräfin Caretto von Millesimo für 55.000 fl. Seither bildete Verušičky mit Luka eine eigene Grundherrschaft. Am 6. Oktober 1774 gelangten die Güter Luka, Buda und Verušičky an den Grafen Franz Anton von Nostitz-Rienek für 115.846 fl.
Nach der Aufhebung der Patrimonialherrschaften entstand im Jahr 1850 die politische Gemeinde Klein Werscheditz/Verušičky im Bezirk Luditz. 1870 hatte das Dorf 273 Einwohner, davon waren 242 katholischer und 7 evangelischer Konfession, hinzu kamen 24 Juden. Zehn Jahre später lebten in den 37 Häusern von Klein Werscheditz 246 Menschen. Bis 1930 sank die Einwohnerzahl auf 230. Nach dem Münchner Abkommen wurde Klein Werscheditz 1938 dem Deutschen Reich zugeschlagen und bis 1945 gehörte das Dorf zum Landkreis Luditz. 1939 hatte Klein Werscheditz 158 Einwohner. Bis 1945 war der Ort überwiegend von Deutschböhmen besiedelt, die vertrieben wurden.
Nach dem Ende des Krieges kam Verušičky zur Tschechoslowakei zurück und wurde 1946 in den Okres Toužim eingeordnet. Seit 1961 gehört Verušičky zum Okres Karlovy Vary. 1965 erfolgte die Eingemeindung von Budov, Týniště und Hřivínov sowie Vahaneč mit Záhoří. Seit 1975 ist auch Luka ein Ortsteil von Verušičky. Im Zuge der Verkleinerung der Truppenübungsplätze kamen Albeřice und Malý Hlavákov 2016 als Ortsteile zu Verušičky.

## Gemeindegliederung
Die Gemeinde Verušičky besteht aus den Ortsteilen Albeřice (Alberitz), Budov (Buda), Hřivínov (Mokowitz), Luka (Luck), Malý Hlavákov (Kleinlubigau), Týniště (Thönischen), Vahaneč (Bohentsch), Verušičky (Klein Werscheditz) und Záhoří (Serles). Grundsiedlungseinheiten sind Budov, Hřivínov, Luka, Týniště, Vahaneč, Verušičky und Záhoří.
Das Gemeindegebiet gliedert sich in die Katastralbezirke Budov, Hřivínov, Luka u Verušiček, Týniště, Vahaneč, Verušičky und Záhoří u Verušiček.

## Sehenswürdigkeiten
- Kirche der hl. Dreifaltigkeit
- Schloss Verušičky
- Wallfahrtskirche Aller Heiligen, südlich des Dorfes
- Kirche St. Laurentius in Luka
- ehemaliges Schloss Luka
- Kapelle der Hl. Anna in Luka
- Jüdischer Friedhof in Luka